# Dirk Hafemeister
Dirk Hafemeister (Berlín Occidental, 17 de abril de 1958–31 de agosto de 2017) fue un jinete alemán que compitió en la modalidad de salto ecuestre.
Participó en los Juegos Olímpicos de Seúl 1988, obteniendo una medalla de oro en la prueba por equipos (junto con Ludger Beerbaum, Wolfgang Brinkmann y Franke Sloothaak). Ganó una medalla de oro en el Campeonato Mundial de Saltos Ecuestres de 1994.

## Palmarés internacional
| Representando a la RFA   |                        |                |             |
| Juegos Olímpicos         |                        |                |             |
| Año                      | Lugar                  | Medalla        | Categoría   |
| 1988                     | Seúl (Corea del Sur)   | Medalla de oro | Por equipos |
| Representando a Alemania |                        |                |             |
| Campeonato Mundial       |                        |                |             |
| Año                      | Lugar                  | Medalla        | Categoría   |
| 1994                     | La Haya (Países Bajos) | Medalla de oro | Por equipos |